# Artur Axmann
Artur Axmann (Hagen, 18 febbraio 1913 – Berlino, 24 ottobre 1996) è stato un militare tedesco, leader della Gioventù hitleriana dal 1940 fino alla fine della Seconda guerra mondiale nel 1945.

## Biografia

### La gioventù
Artur Axmann nasce a Hagen il 18 febbraio 1913. Quando ha tre anni la sua famiglia si trasferisce a Wedding, un quartiere di Berlino, dove suo padre rimane impiegato nel ramo assicurativo fino alla sua morte nel 1918. Eccelle negli studi tanto da meritarsi borse di studio e frequentare l'Università di Berlino dove studierà economia, giurisprudenza e scienze politiche. Appena quindicenne, nel novembre 1928, dopo aver ascoltato un discorso di Joseph Goebbels, si iscrive alla Gioventù hitleriana (Hitler-jugend) divenendone ben presto il capo per il distretto di Wedding (ora distretto di Mitte). Diventa anche membro attivo della Lega degli scolari nazionalsocialisti, fino al 1931. Da poco iscritto all'università è costretto ad abbandonare gli studi per aiutare economicamente la sua famiglia, poiché la madre era stata da poco licenziata.

### Carriera nel partito nazista
Nel settembre 1931 si iscrive al Partito Nazionalsocialista Tedesco dei Lavoratori (NSDAP) e nel 1932 viene chiamato alla direzione centrale della Gioventù hitleriana dove si occupa della riorganizzazione del movimento giovanile nazista all'interno delle scuole professionali. Dal maggio 1933 diventa capo-area e dirigente nell'ambito degli uffici sociali della direzione centrale della gioventù. Nel novembre 1934 assume la direzione della Gioventù hitleriana di Berlino e nel luglio del 1936 diventa direttore del Concorso nazionale di orientamento professionale.
Il 1º maggio 1940 diventa il vice-capo nazionale della gioventù e l'8 agosto 1940 subentra a Baldur von Schirach come capo nazionale, promuovendo ulteriormente l'organizzazione in senso militaristico e trasformando il Servizio disciplinare della Gioventù hitleriana in un serbatoio di arruolandi per le Waffen-SS. Nel 1941, durante la campagna di Russia, viene gravemente ferito, perdendo il braccio destro. Nell'ottobre dello stesso anno diventa membro del Reichstag, il parlamento esautorato del Terzo Reich, per il collegio elettorale della Prussia orientale.
Durante le ultime settimane della guerra, Axmann comandò le unità della Gioventù hitleriana, le quali vennero inserite nella milizia popolare nazionalsocialista (Volkssturm). Le sue unità erano composte prevalentemente da bambini e adolescenti. Hanno combattuto soprattutto nella battaglia delle Alture di Seelow (Seelower Höhen), che fu una parte della più vasta battaglia di Berlino (um Endkampf Berlino).  Nonostante si fosse sempre opposto con forza affinché anche ragazze e bambine venissero arruolate in battaglia, egli permise a giovani e bambini di partecipare agli attacchi suicidi contro l'Armata rossa. 
Il 4 gennaio 1944, Axmann ricevette l'Ordine Teutonico, la decorazione più alta che il partito nazista dava a una persona, per i suoi servizi al Reich. Lui e un altro destinatario, Konstantin Hierl, sono stati gli unici titolari della concessione a essere sopravvissuti alla guerra e alle sue conseguenze. Tutti gli altri destinatari furono premiati dopo la morte, o furono uccisi nella guerra o per le sue conseguenze. Dopo aver tentato la fuga nell'aprile 1945 venne arrestato nel dicembre dello stesso anno mentre stava organizzando un movimento clandestino di guerriglia filo-nazista. Dopo essere stato processato fu condannato a tre anni e tre mesi di prigionia e dopo il suo rilascio lavorò come rappresentante di commercio a Gelsenkirchen e Berlino.